# ピストルモンキー(ズ)
漣研太郎とピストルモンキーズ(さざなみけんたろう-)は、日本のロックバンド。
公式には2002年12月24日新横浜ベルズで旗揚げ。当初は、バンド名を括弧のつかないピストルモンキーズとして活動。キング漣と元メンバーのキナミ・コレステロールが所属していたバンド、ピスキッズの解散後、新たなバンドとして活動開始。

## メンバー
- 唄とおしゃべり：キング漣（-さざなみ、本名:森下研太郎、1970年10月29日-）

兵庫県出身。血液型:AB型。ピズキッズとしてメジャーデビュー。
- ギターと極稀に唄：ジョーカー・D・片島（本名:片島大輔、1973年7月9日-）

横浜市出身。血液型:A型。元K&Kとのメンバー。
- ドラムス：ウリスキー（本名:杉本孝仁、1979年12月8日-）

横浜市出身。血液型:B型。
- ベース：雷電（本名：小俣敦、1979年6月7日-）

山梨富士吉田市出身。The Farmers'PitとSherry...のメンバー。
- キーボード：ドクター・赤松（偽要潤）（本名：赤松俊弘、1983年6月28日-）

山梨甲府市出身。血液型:A型。元プレノイのメンバー。現在はSherry...のメンバー。
- コーラスと舞い：サイレンスシズカ（本名：山口静夏、1988年8月14日-）

神奈川県出身。血液型:A型。Sherry...のメンバー。
- パーカッション：ライオネル・リッキー・セイユー・セイミー（本名:金子力也、1983年5月26日-）

函館市出身。血液型:A型。元プレノイのメンバー。

### 漣の妹オーディション準グランプリ
- 町あかり（1991年5月28日-）:東京都出身。血液型:A型。

### パートタイム構成員
- ベース：ミハエル・シュン・マッハ（本名:高畠俊、1974年3月3日-）

横浜市出身。血液型:AB型。
- パーカッション：小池パピオ（本名:小池孝志、1973年7月31日-）

神奈川県出身。血液型:A型。Drug Store、Safety Blanketのメンバーとして活動経験あり。
- サキソフォンとフルートと愛のリコーダー：ヒデキ・ロワイヤル（本名:吉尾秀樹、1970年12月6日-）

大阪府出身。血液型:B型。1994年THE PISS KIDS加入。『愛がたりない／DAYS』でメジャーデビュー。
- コンシェルジュ：ジュニー・コネチカット・マエダ（本名:前田貴之、1970年5月12日-）

兵庫県出身。O型。
- ハミングとパーカッション：ムネコ・ハミング（本名:鈴木陽子、5月30日-）

埼玉県出身。血液型:B型。
- キーボード杉本バッハ（本名:杉本直之、1972年2月18日-）

大阪府出身。血液型:A型。過去に『銭形金太郎』に出演したことがある。元・ピスキッズのサポートメンバー。
- 3rdギター：角部屋 ヒルメゾン大澤101（本名:大澤 智和、1971年12月2日-）

横浜市出身。血液型:A型。
- ギター：徳元 AND THE CITY

- サキソフォン：マコーレ・ヨコキン・スカイウォーカー

- ベース：桜坂 woo yeah!

### ジャカルタモンキーズ
- SP：ミック斎藤（本名：緑川達也、1978年5月30日-）

神奈川県出身。血液型:B型。2015年4月11日付けでジャカルタモンキーズに移籍。

### 元メンバー
- ギター：デラ 黒田（本名:黒田真行、1970年11月2日-）

愛知県出身。血液型:O型。元honey honeyとしてメジャーデビュー。
- ギター：ヒロシ・ドゥ・ソレイユ（本名：飯野浩、1981年9月15日-）

横浜市鶴見区出身。血液型:B型。2011年10月16日付で引退と脱退したが、2011年5月2日に復帰をし2016年3月31日で再び引退と脱退。
- ドラム：麺屋塩谷（本名:塩谷直人、1973年-）

「ピスキッズ」のサポートドラマー。元・honey honeyのドラマーとして在籍。
- ベース：キナミ・コレステロール（本名:中山樹並、1970年12月19日-）

兵庫県出身。血液型:O型。2006年12月29日付で引退と脱退。（2012年5月5日に一夜限りの復活）
- サックス、フルート：デューク安田（本名:安田将人、1975年8月14日-）

東京都出身。血液型:O型。
- 司会と執事：東海林のりお (本名:立川亮、1973年7月8日-)

大阪府出身。血液型:A型。自身のバンド「立川亮とタンゴアカシアーノ」ではボーカル担当。
- サックス：リエ

ピスキッズ後期サポートメンバー。当時は「フェン・リー」として参加していた。また、藤井フミヤプロデュースユニットiaraにも所属。
- サックス：エミ

オサールメイツ
- MASA
- aiai
- ボンバー

横須賀ゲイスターズ
- TUNE-san
- YASU-chin

DRUG STORE
- KAZU（※2007年10月26日メンバーから抜ける。）

## 活動
派手な演出、パロディ等を織り交ぜたり、想いをストレートに伝えたりするような歌を演奏するのが特徴。
『熱唱オンエアバトル』に出場し、オーバー500を含み6連勝。また、第1回チャンピオン大会、第2回チャンピオン大会のファイナルまで駒を進めた。全9回の出場中（第1回、第2回チャンピオン大会を含む）計量結果が全て5位以上という成績で、尚且つ通常放送では6戦全てトップ通過を果たした。

## 熱唱オンエアバトルの結果
| オンエア？                                    | 回                                            | 重量 (KB) | 順位   | 曲名                             |
| --------------------------------------------- | --------------------------------------------- | --------- | ------ | -------------------------------- |
| オンエア                                      | 12                                            | 449KB     | 1/10位 | 恋はムズムズ                     |
| オンエア                                      | 18                                            | 509KB     | 1/10位 | 駅とブランコ〜恋のステイション〜 |
| オンエア                                      | 22                                            | 465KB     | 1/10位 | 愛と誠                           |
| 第1回チャンピオン大会 予選                    | 第1回チャンピオン大会 予選                    | 714KB     | 4/10位 | アモーレ☆夏の恋人                |
| オンエア                                      | 29                                            | 481KB     | 1/10位 | 男泣きブル〜ス                   |
| オンエア                                      | 41                                            | 449KB     | 1/10位 | 渚の恋はシャララララ…            |
| オンエア                                      | 49                                            | 477KB     | 1/10位 | 三軒茶屋                         |
| 第2回チャンピオン大会 セミファイナルAブロック | 第2回チャンピオン大会 セミファイナルAブロック | 445KB     | 1/10位 | 荒野のアメリカンポリス           |
| 第2回チャンピオン大会 ファイナル              | 第2回チャンピオン大会 ファイナル              | 898KB     | 2/10位 | カレハ舞う                       |

## ディスコグラフィー

### シングル
|     | 発売日         | タイトル                                                   | 規格品番  | 収録曲 | 備考     |
| 1st | 2004年3月6日   | 恋はムズムズ                                               | MACD-1001 | 1. 恋はムズムズ 2. 愛と誠 3. きみといつまでも                                                                               | 完売。   |
| 2nd | 2005年3月6日   | 駅とブランコ〜恋のステイション〜                           | MACD-1002 | 1. 駅とブランコ〜恋のステイション〜                                                                                         | 完売。   |
| 3rd | 2006年8月24日  | アモーレ☆夏の恋人                                          | MACD-0004 | 1. アモーレ☆夏の恋人 2. ハレンチベイベ 3. Flower                                                                            |          |
| 4th | 2013年10月29日 | 臭イモノニハ蓋ノ介                                         | MATR-1005 | 1. 臭イモノニハ蓋ノ介 2. 愛故に 3. 横須賀メリー                                                                             |          |
| 5th | 2019年4月5日   | 045 -YOKOHAMA-                                             |           | 1. 045 -YOKOHAMA- | 配信限定 |
|     | 2022年7月30日  | 横濱みやげ                                                 |           | 1. よこはま・たそがれ (Cover) 2. ブルーライト・ヨコハマ (Cover) 3. 渚のヨーコ・ヨコハマ・ヨコスカ (Cover) 4. 045 -YOKOHAMA- |          |
|     | 2022年12月16日 | 第九 〜嘆きの歌〜 (ベートーヴェン交響曲第9番 歓喜の歌より) |           | 1. 第九 〜嘆きの歌〜 (ベートーヴェン交響曲第9番 歓喜の歌より)                                                               |          |
|     | 2023年2月1日   | MMCA                                                       |           | 1. MMCA |          |
|     | 2023年3月9日   | ラーメン食べたいZ                                          |           | 1. ラーメン食べたいZ |          |
|     | 2023年4月7日   | 土曜の8時は!ボクらの時間                                   |           | 1. 土曜の8時は!ボクらの時間                                                                                                 |          |
|     | 2023年6月11日  | サワーと一緒に                                             |           | 1. サワーと一緒に (Cover)                                                                                                   |          |
|     | 2023年7月21日  | エロティカ・キブン                                         |           | 1. エロティカ・キブン |          |
|     | 2023年12月24日 | サラバエル                                                 |           | 1. サラバエル |          |

### 参加作品
| 発売日        | タイトル                | 規格品番 | 収録曲                                               |
| 2005年5月3日  | RED GROOVE TV2          |          | 男泣きブル〜ス                                       |
| 2009年5月15日 | RED GROOVE TV3          | RSR-1034 | 誰からも期待などされなくて僕はいい〜三宮ラプソディ〜 |
| 2012年4月25日 | 15×2 ～Double Feature～ |          | 駅とブランコ。～恋のステイシヨン～                   |